# Lonchorhina orinocensis
Lonchorhina orinocensis је врста сисара из реда слепих мишева и породице Phyllostomidae.

## Распрострањење
Врста има станиште у Венецуели и Колумбији.

## Станиште
Врста Lonchorhina orinocensis има станиште на копну.

## Начин живота
Исхрана врсте Lonchorhina orinocensis укључује инсекте. 

## Угроженост
Ова врста се сматра рањивом у погледу угрожености врсте од изумирања.

### Популациони тренд
Популација ове врсте се смањује, судећи по расположивим подацима.